# 百山祖冷杉
百山祖冷杉（学名：Abies beshanzuensis）是松科冷杉属的一个树种，为中国的特有植物，至今只在浙江省庆元县百山祖发现生存，长于海拔1,700米的地区，常生于山坡林中，目前尚未由人工引种栽培。野生成年树仅存3株。是国家I级重点保护野生植物。

## 亚种
- 百山祖冷杉原变种 Abies beshanzuensis var. beshanzuensis
- 资源冷杉 Abies beshanzuensis var. ziyuanensis(L.K. Fu et S.L. Mo) L.K. Fu & Nan Li